# Roman Cieszyński
Roman Ignacy Marian Cieszyński (ur. 13 października 1891 w Białej, zm. 4 sierpnia 1925 w Warszawie) – rotmistrz Sztabu Generalnego Wojska Polskiego, doktor praw.

## Życiorys

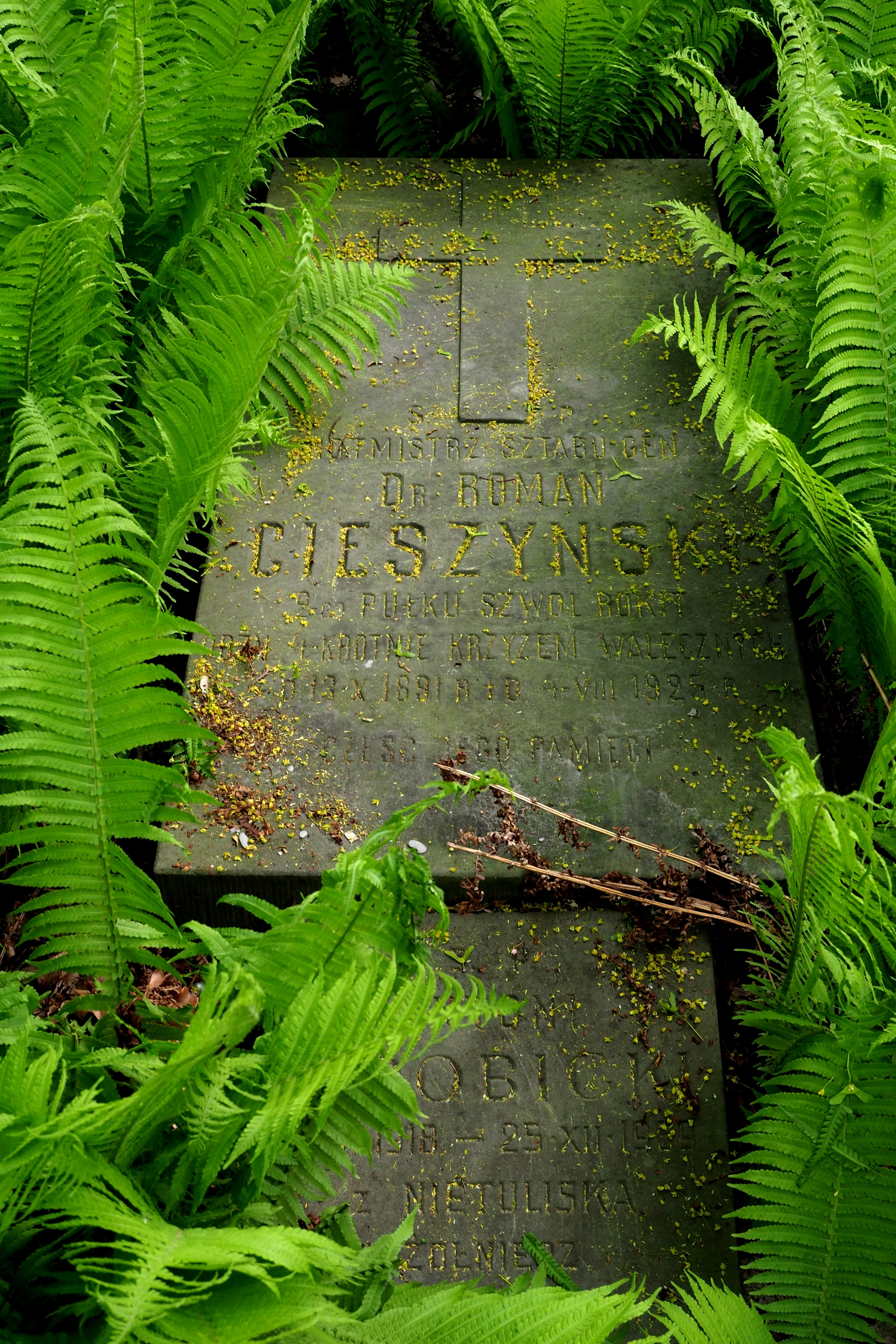
Grób dr Romana Cieszyńskiego na Cmentarzu Wojskowym na Powązkach w Warszawie.

Urodził się 13 października 1891 w Białej, ówczesnym mieście powiatowym Królestwa Galicji i Lodomerii, w rodzinie Jana . W 1909 ukończył Gimnazjum św. Jacka w Krakowie i rozpoczął studia na Wydziale Prawa Uniwersytetu Jagiellońskiego . W roku akademickim 1913/1914 studiował w Wiedniu .
27 sierpnia 1914 wstąpił do Legionów Polskich. Służył w II Dywizjonie Kawalerii. 14 lipca 1915 w Wiedniu został zwolniony ze służby. 25 lipca uzyskał absolutorium, a 5 września 1915 zaliczył egzamin sądowy na Uniwersytecie Jagiellońskim. W styczniu 1917 był odnotowany w 5. szwadronie 2 Pułku Ułanów z adnotacją „dobry komendant plutonu”. 28 lipca 1917 został wymieniony we wniosku o odznaczenie austriackim Krzyżem Wojskowym Karola. Po bitwie pod Rarańczą (15–16 lutego 1918) został internowany w Synowódzku, w powiecie stryjskim. 27 lipca 1918 uzyskał doktorat obojga praw .
W czasie wojny z Ukraińcami walczył w grupie gen. Bolesława Roji, a następnie w sztabie gen. Józefa Leśniewskiego. 18 marca 1919 jako podoficer byłych Legionów Polskich, pełniący służbę w 2 Pułku Szwoleżerów Rokitniańskich, został mianowany z dniem 1 marca 1919 podporucznikiem kawalerii. 15 września 1919 został przydzielony na stanowisko 2 adiutanta ministra spraw wojskowych gen. Leśniewskiego. 1 grudnia 1919 został mianowany porucznikiem. Obowiązki adiutanta pełnił do śmierci generała Leśniewskiego (3 października 1921).
27 sierpnia 1920 został zatwierdzony z dniem 1 kwietnia 1920 w stopniu rotmistrza, w kawalerii, w grupie oficerów byłych Legionów Polskich. Pełnił wówczas służbę w Biurze Prezydialnym Ministerstwa Spraw Wojskowych. W 1921 pełnił służbę w Inspektoracie Armii Nr IV w Krakowie, a jego oddziałem macierzystym był 2 Pułk Szwoleżerów. Przysługiwał mu wówczas, obok stopnia wojskowego, tytuł „adiutant sztabowy”. 3 maja 1922 został zweryfikowany w stopniu rotmistrza ze starszeństwem z 1 czerwca 1919 i 106. lokatą w korpusie oficerów jazdy. 1 listopada 1922 został „powołany do służby Sztabu Generalnego z prawem jednorocznego doszkolenia w Wyższej Szkole Wojennej”. W listopadzie 1923 został odkomenderowany do Wyższa Szkoła Wojennej w Warszawie, w charakterze słuchacza jednorocznego kursu doszkolenia 1923/24. Z dniem 15 października 1924, po ukończeniu kursu i otrzymaniu dyplomu naukowego oficera Sztabu Generalnego, został przydzielony do Oddziału III Sztabu Generalnego w Warszawie. 4 sierpnia 1925 w Warszawie popełnił samobójstwo w następstwie depresji wywołanej dłuższą chorobą. Trzy dni później został pochowany na Cmentarzu Wojskowym na Powązkach.

## Ordery i odznaczenia
- Krzyż Niepodległości – pośmiertnie 16 marca 1937 „za pracę w dziele odzyskania niepodległości”[17]
- Krzyż Walecznych czterokrotnie[18][16]